# هانز ليندبرغ
هانز ليندبرغ (بالدنماركية: Hans Lindberg) مواليد 1 أغسطس 1981، هو لاعب كرة يد دانمركي سابق لعب كجناح أيمن. يلعب حاليا مع نادي فوكس برلين لكرة اليد ويحمل الرقم 18. مثل منتخب الدنمارك لكرة اليد في 229 مباراة. شارك في دورة الألعاب الأولمبية الصيفية سنة 2008.

## سجل المنافسة
شارك في البطولات التالية:
- بطولة العالم لكرة اليد للرجال 2015
- بطولة أوروبا لكرة اليد للرجال 2012
- بطولة أوروبا لكرة اليد للرجال 2014
- بطولة أوروبا لكرة اليد للرجال 2016
- الألعاب الأولمبية الصيفية 2012

## الميداليات
| الميدالية | المسابقة                           |
| --------- | ---------------------------------- |
| ذهبية     | الألعاب الأولمبية الصيفية 2016     |
| فضية      | بطولة العالم لكرة اليد للرجال 2011 |
| فضية      | بطولة العالم لكرة اليد للرجال 2013 |
| ذهبية     | بطولة أوروبا لكرة اليد للرجال 2008 |
| ذهبية     | بطولة أوروبا لكرة اليد للرجال 2012 |
| فضية      | بطولة أوروبا لكرة اليد للرجال 2014 |

## روابط خارجية
- هانز ليندبرغ على موقع الاتحاد الأوروبي لكرة اليد (الإنجليزية)
- هانز ليندبرغ على موقع الدوري الألماني لكرة اليد (الألمانية)
- هانز ليندبرغ على موقع أوليمبيديا (الإنجليزية)